# محوطه باراندازی
محوطه باراندازی در شهرستان خوسف، روستای سلم آباد واقع شده و این اثر در تاریخ ۲۳ شهریور ۱۳۸۲ با شمارهٔ ثبت ۱۰۱۹۷ به‌عنوان یکی از آثار ملی ایران به ثبت رسیده است.